# Andorrai forgalmi rendszámok

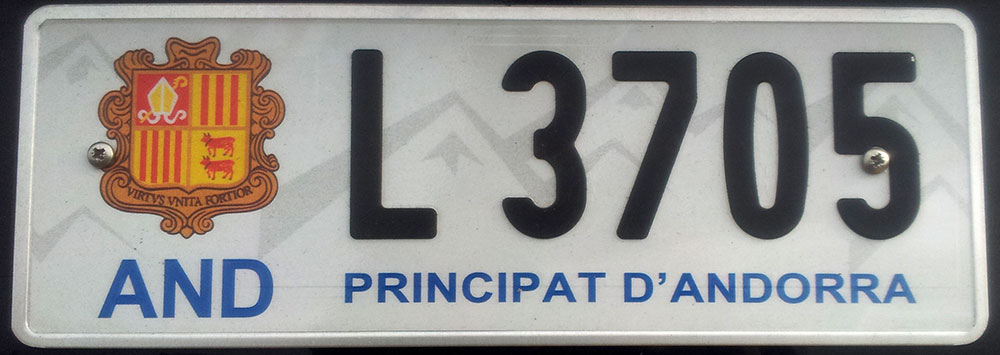
2011-es andorrai rendszám

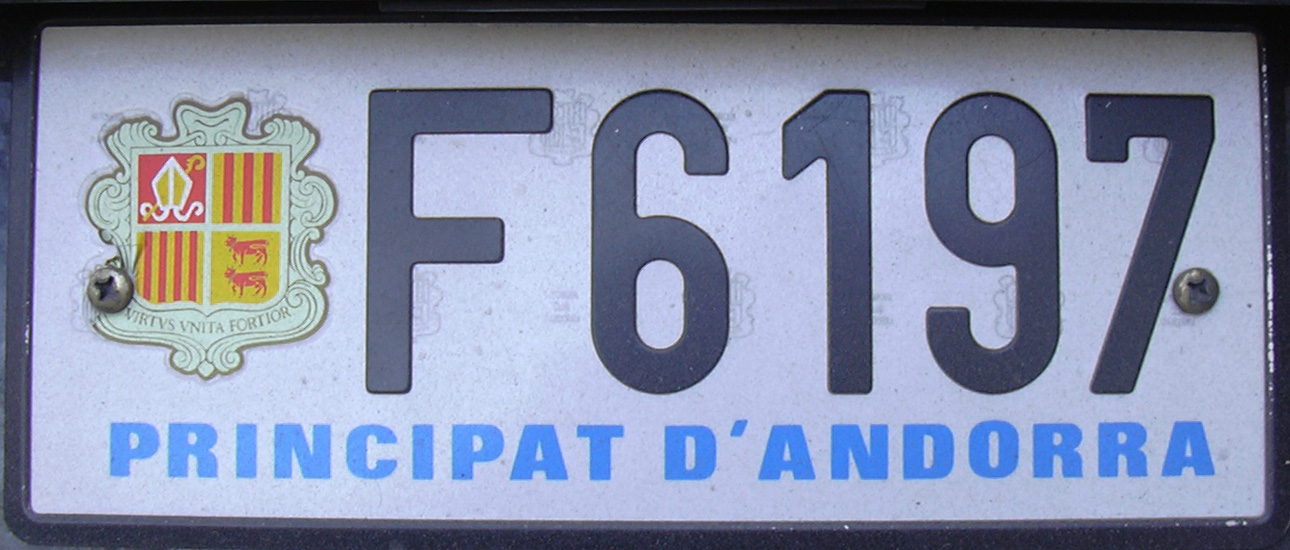
1989-2011. közötti andorrai rendszám

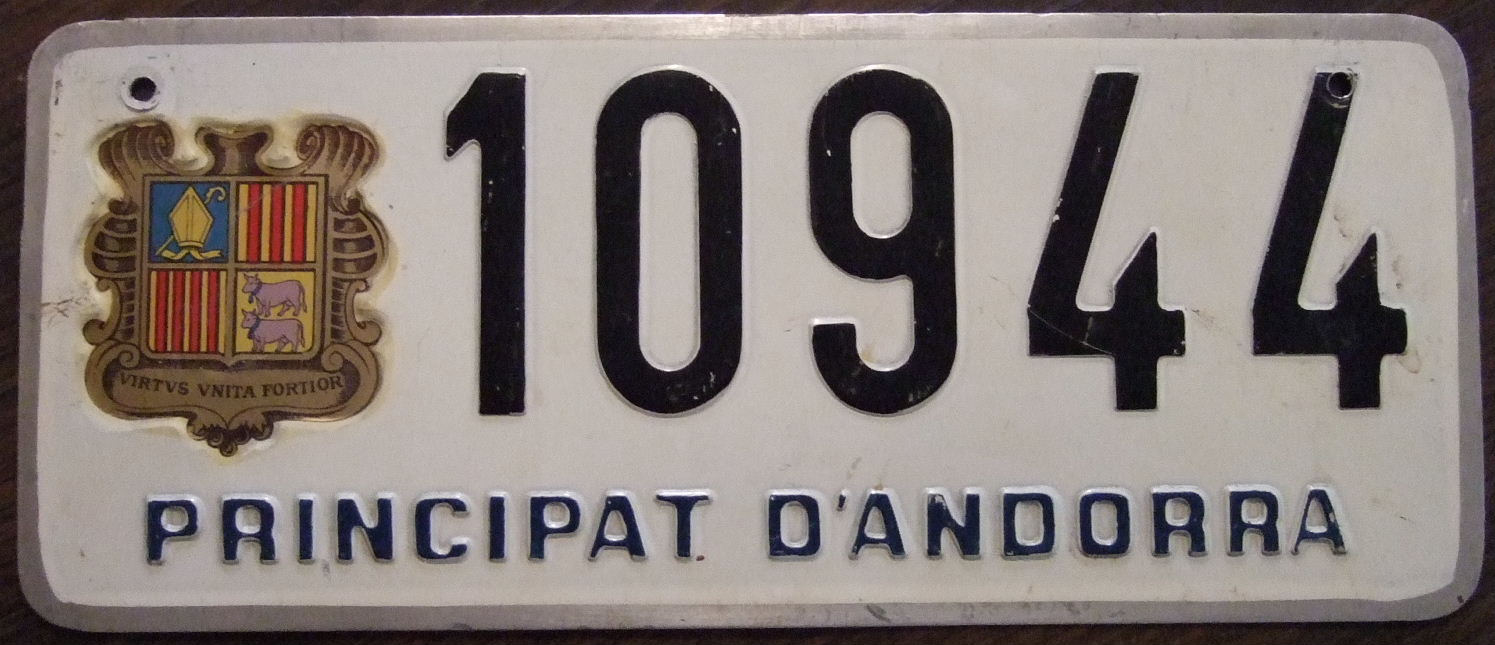
1970-es rendszám

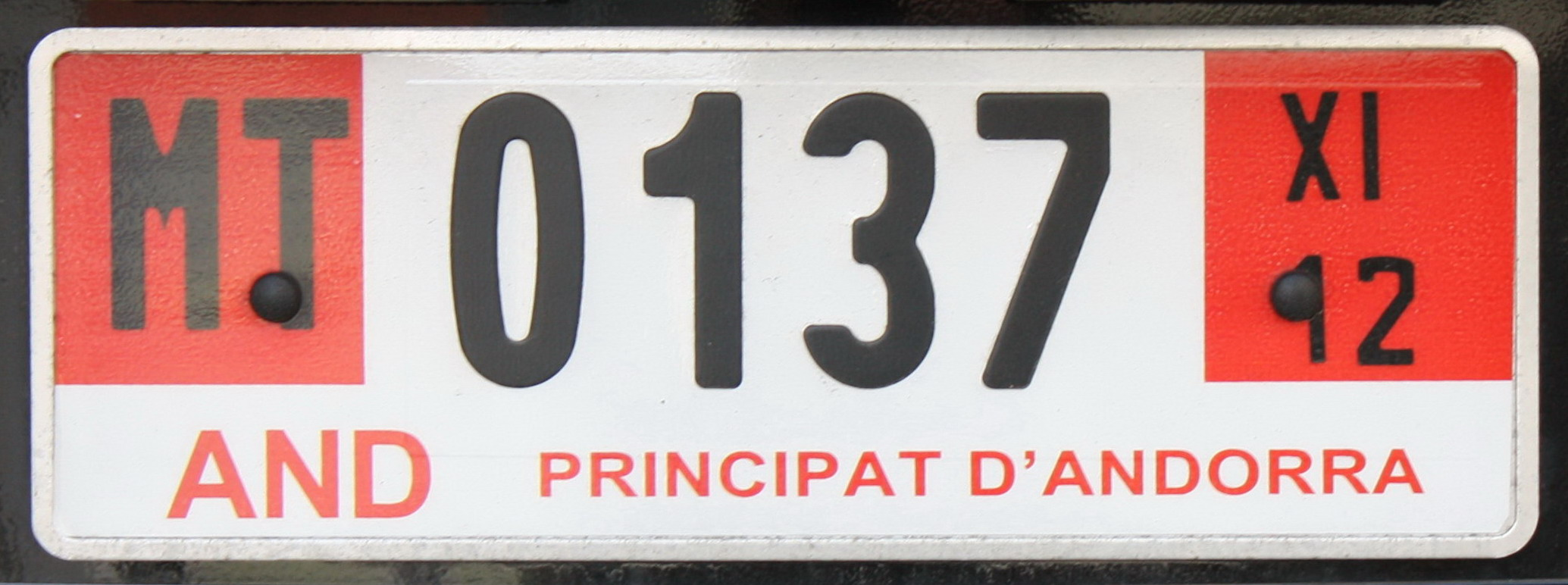
Ideiglenes andorrai rendszám

Az andorrai gépjárművek rendszámtáblái egy betűből és négy számjegyből állnak LXXXX, a tábla bal oldalán található Andorra címere, valamint országkódja (AND). A rendszámtábla alsó felén, egy kék színű felirat olvasható: "Principat d'Andorra" (Jelentése: Andorrai Hercegség).
A rendszámok dombornyomottak, fehér alapon fekete karakterekkel. A korábbi andorrai rendszámtáblákon 1930-tól szintén fehér alapon fekete karakterekkel az „AND” betűket négy szám követte AND XXXX. 2011-től új sorozatot adtak ki, itt már a rendszám alján található az AND országkód.

## Speciális rendszámok
- MT - Ideiglenes rendszám, ahol az MT a Matrícula Temporal kezdőbetűiből áll. (Jelentése: ideiglenes regisztráció) A rendszámok két betűből és négy számból állnak, piros kerettel ellátva LL XXXX.
- PROVA - Autókereskedők rendszáma. A rendszám maximum három piros számot tartalmazhat, bal oldalon a lejárati év és a PROVA felirat található. (Jelentése: próba)
- X nnn X - Diplomatarendszám. A rendszámok fehér alapon világoskék kakaterekkel vannak ellátva, egy betűből és három számból állnak.

A hivatalos járművek Andorra háromszínű zászlója és címere nélkül használják a rendszámokat.